# Lars Vogt

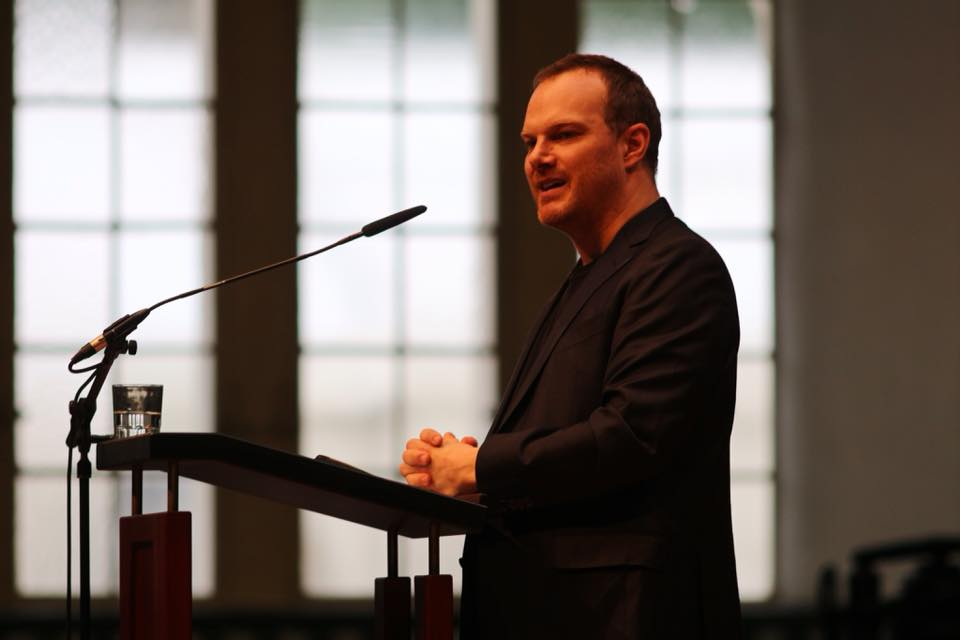
Lars Vogt eröffnet das Festival „Spannungen“ im Kraftwerk Heimbach, 2015

Lars Vogt (* 8. September 1970 in Düren; † 5. September 2022 in Erlangen) war ein deutscher Pianist, Dirigent und Musikprofessor.

## Leben und Wirken

### Werdegang
Vogt studierte an der Hochschule für Musik und Theater Hannover bei Karl-Heinz Kämmerling. Im Alter von 20 Jahren gewann er 1990 den zweiten Platz beim internationalen Klavierwettbewerb in Leeds.
In Deutschland trat Vogt in Konzerten mit vielen berühmten Sinfonieorchestern in Erscheinung. Auch in ganz Europa zwischen Helsinki und Rom gastierte er als Solist oder mit Orchestern. Er trat in Amerika und Fernost auf. In der Saison 2003/04 gab er sein Debüt bei den New Yorker Philharmonikern (unter Leitung von Lorin Maazel) und eröffnete den neuen Saal der Carnegie Hall mit einem Soloabend. In derselben Saison war er „Pianist in Residence“ bei den Berliner Philharmonikern.
2012 erhielt er eine Professur für Klavier an der Hochschule für Musik und Theater Hannover.
Im Oktober 2019 wurde er zum Chefdirigenten des Orchestre de Chambre de Paris gewählt. Er trat sein Amt am 1. Juli 2020 an.

### Kammermusikfestival „Spannungen“
Besonderes Engagement zeigte Vogt für die Kammermusik. 1998 gründete er das Kammermusikfestival „Spannungen“, das jährlich im Kraftwerk Heimbach in Heimbach (Eifel) stattfindet. Zum festen Kreis der dort auftretenden Künstler gehören Isabelle Faust, Christian Tetzlaff, Antje Weithaas, Tatjana Masurenko, Boris Pergamenschtschikow, Tanja Tetzlaff, Danae Dörken, Kiveli Dörken und Sharon Kam. Einige Konzerte des Festivals wurden auf einer CD-Serie veröffentlicht.

### Engagement für Kinder
Vogt gründete mit einem Netzwerk von Musikern das Projekt Rhapsody in School. Es soll Kindern über emotionalen, aber auch rationalen Kontakt klassische Musik vermitteln. Jede Schule kann sich auf der Homepage für einen Besuch eines Musikers bewerben.

### Privates

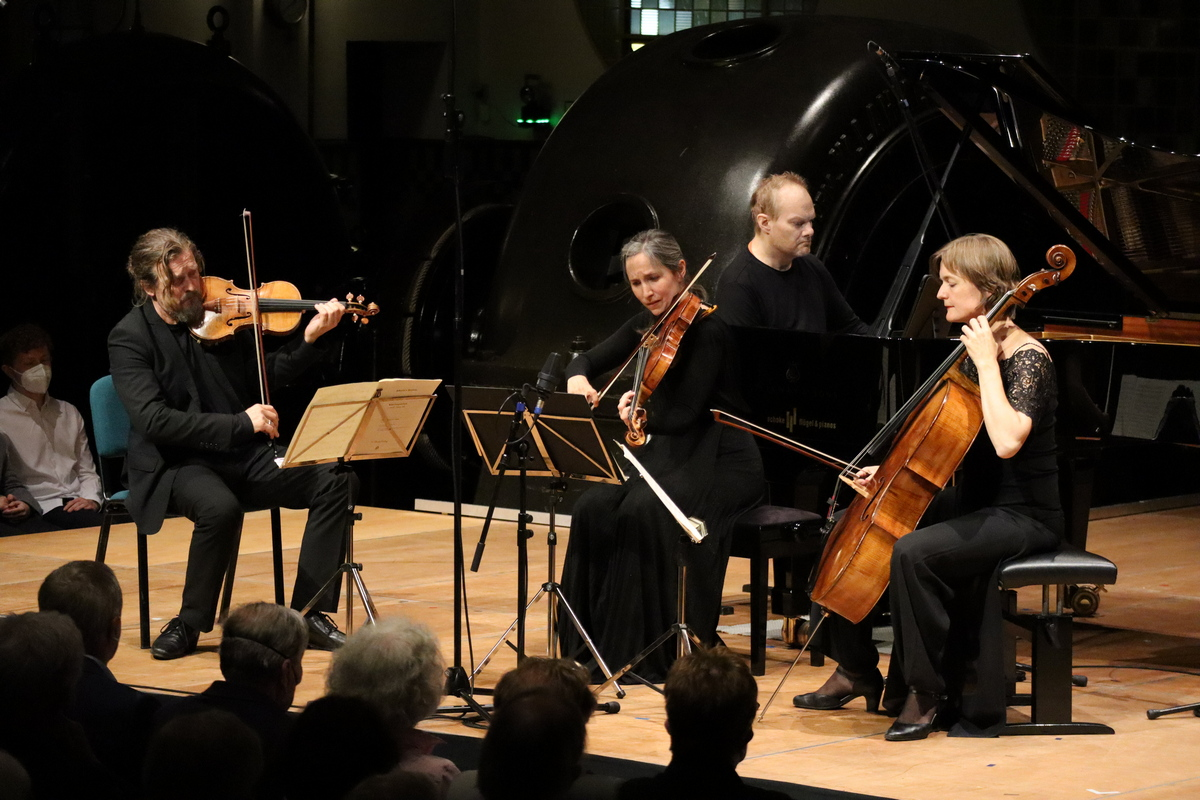
Letzter Auftritt von Lars Vogt bei „Spannungen“ im Juni 2022

Lars Vogt war in erster Ehe mit der russischen Komponistin Tatjana Komarowa verheiratet. Er lebte mit ihr und einer Tochter in Üdingen in der Nähe seiner Heimatstadt Düren. Anfang 2018 heiratete Vogt die polnische Geigerin und Konzertmeisterin der Nürnberger Symphoniker Anna Reszniak in Nürnberg. Mit seiner Frau und der Familie lebte er in Nürnberg. Er hatte drei Kinder.
Im Februar 2021 wurde Speiseröhrenkrebs in einem fortgeschrittenen (metastasierenden) Stadium bei Lars Vogt erkannt. Im Mai 2021 gab er dem Magazin VAN ein ausführliches und sehr persönliches Interview zu seiner Erkrankung. In einem Interview mit NDR Kultur sagte er im Juni 2021: „Es ist ein Klischee, dass man sagt, wenn man so krank ist, dann schätzt man jeden Moment noch mehr. Aber es ist tatsächlich wahr.“ Vogt starb am 5. September 2022, drei Tage vor seinem 52. Geburtstag, an den Folgen der Erkrankung in einer Erlanger Klinik.

## Preise und Auszeichnungen
- 1990: Zweiter Preis beim Internationalen Klavierwettbewerb Leeds[11]
- 2004: Brahms-Preis der Brahms-Gesellschaft Schleswig-Holstein[12]
- 2004: Echo Klassik in der Sparte Kammermusik (zusammen mit Sabine Meyer, Boris Pergamenschikow und Christian Tetzlaff), für die Einspielung der Duo-Sonaten von Johannes Brahms beim Heimbacher „Spannungen special“ im September 2002
- 2006: Großer Kulturpreis der Sparkassen-Kulturstiftung Rheinland, mit 30.000 Euro dotiert
- 2008: Jahrespreis der Deutschen Schallplatten-Kritik in der Kategorie Kammermusik, Verleihung im Berliner Musikinstrumenten-Museum
- 2009: Silberne Stimmgabel des Landesmusikrats NRW[13]
- 2016: Würth-Musikpreis von Jeunesses Musicales Deutschland[14]
- 2021: Opus Klassik, Kategorie „Solistische Einspielung Instrument (Klavier)“[15]
- posthum 2023: Pablo Casals Award der Kronberg Academy für seine Initiative Rhapsody in School
- posthum 2023: Jahrespreis der Deutschen Schallplattenkritik für die Einspielung von Franz Schuberts Klaviertrios 1 und 2 gemeinsam mit Christian Tetzlaff und Tanja Tetzlaff[16]
- posthum 2024: ICMA-Award in der Sparte Kammermusik gemeinsam mit Christian Tetzlaff und Tanja Tetzlaff[17]

## Diskografie
Auf seiner Website ist eine Auswahl von 23 CDs verzeichnet (Stand Oktober 2021). Bei Discogs umfasst seine Diskografie 54 Titel (Stand Oktober 2021), darunter beispielsweise eine CD mit Konrad Beikircher im Jahr 2002 und eine CD mit Sarah Chang im Jahr 2004.